# Power (canção de Kanye West)
"Power" é o primeiro single  do quinto álbum de estúdio do rapper e produtor musical americano Kanye West, My Beautiful Dark Twisted Fantasy. A canção apresenta o cantor Dwele e foi produzida por Kanye West e Symbolic One.

## Fundo
O instrumental da canção foi inicialmente oferecido ao rapper e compositor americano Rhymefest, colaborador frequente de West; no entanto, para ouvir o interesse e mostrou interesse nela. A canção foi gravada no Havai. "Power" deveria ter sido lançada como download digital no inicio de junho de 2010, mas, por uma razão não explicada, essa data de lançamento foi cancelado. A resposta crítica à canção foi positiva.

## Vídeo Musical
O videoclipe de "Power" estreou na MTV, em 6 de agosto de 2010, e foi dirigido pelo diretor e artista contemporâneo italo-canadense Marco Brambilla. O vídeo inclui participações de Irina Shayk, Jessica White e Diandra Forrest.

## Música e Estrutura
"Power" é um rock progressivo confusionado com um hip-hop. A canção contém uma amostra proeminente  da canção "21st Century Schizoid Man" (1969), da banda britânica de rock King Crimson. "Power" também contém amostras de "Afroamerica" (1978), da banda Continent Number 6 e de "It's Your Thing" (1969), do grupo Cold Grits.

## Capa dosingle
A capa do single "Power" foi produzida pelo artista visual americano George Condo. O single tinha outro design de capa. Kanye explicou em seu website que a original representa a sua opinião sobre si próprio e como ele se classificava a ele mesmo.

## Lançamento
No dia 28 de Maio de 2010, uma versão não-terminada de "Power" foi posta na Internet.
Mais tarde, na noite de 30 de junho de 2010, o single foi lançado no iTunes, para download digital, com uma capa diferente, também desenhada pelo mesmo artista que desenhou a última capa.

## Performancesao vivo
Kanye West desempenhou a canção nos BET Awards de 2010, com uma vídeo-compilacão do making-of. Foi somente a sua segunda performance televisiva deste o incidente dos VMA de 2009.

## Faixas
Digital single
1. "Power" com Dwele - 4:53

CD Single
1. "Power" (versão limpa) (com Dwele) - 4:52
2. "Power" (versão explícita) (com Dwele) - 4:54

## Desempenho nas Paradas
| Chart (2010)                          | Peak position |
| ------------------------------------- | ------------- |
| EUA - Billboard Hot 100               | 22            |
| EUA - Billboard Hot R&B/Hip-Hop Songs | 22            |
| EUA - Billboard Rap Songs             | 15            |
| Alemanha - Deutsche Black Charts      | 8             |
| Canadá - Canadian Hot 100             | 49            |

## Histórico de Lançamento
| Região         | Data               | Formato          |
| -------------- | ------------------ | ---------------- |
| Estados Unidos | 28 de Maio de 2010 | Estreia na Rádio |
| Estados Unidos | 1 de Julho de 2010 | Download Digital |